# Hemimyzon
Hemimyzon is een geslacht van straalvinnige vissen uit de familie van de steenkruipers (Balitoridae).

## Soorten
- Hemimyzon confluens Kottelat, 2000
- Hemimyzon ecdyonuroides Freyhof & Herder, 2002
- Hemimyzon formosanus (Boulenger, 1894)
- Hemimyzon khonensis Kottelat, 2000
- Hemimyzon macroptera Zheng, 1982
- Hemimyzon megalopseos Li & Chen, 1985
- Hemimyzon nanensis Doi & Kottelat, 1998
- Hemimyzon papilio Kottelat, 1998
- Hemimyzon pengi (Huang, 1982)
- Hemimyzon pumilicorpora Zheng & Zhang, 1987
- Hemimyzon sheni Chen & Fang, 2009
- Hemimyzon songamensis Nguyen, 2005
- Hemimyzon taitungensis Tzeng & Shen, 1982
- Hemimyzon yaotanensis (Fang, 1931)